# Dhuri
Dhuri là một thành phố và là nơi đặt hội đồng đô thị (municipal council) của quận Sangrur thuộc bang Punjab, Ấn Độ.

## Địa lý
Dhuri có vị trí 30°22′B 75°52′Đ / 30,37°B 75,87°Đ Nó có độ cao trung bình là 236 mét (774 feet).

## Nhân khẩu
Theo điều tra dân số năm 2001 của Ấn Độ, Dhuri có dân số 49.290 người. Phái nam chiếm 54% tổng số dân và phái nữ chiếm 46%. Dhuri có tỷ lệ 68% biết đọc biết viết, cao hơn tỷ lệ trung bình toàn quốc là 59,5%: tỷ lệ cho phái nam là 72%, và tỷ lệ cho phái nữ là 62%. Tại Dhuri, 12% dân số nhỏ hơn 6 tuổi.